# ديريك بيريرا
ديريك بيريرا (17 مارس 1962 بغوا في الهند - ) هو مدرب كرة قدم ولاعب كرة قدم هندي في مركز الدفاع، شارك في دورة الألعاب الآسيوية 1986. ولعب مع نادي سالغاوكار وأكاديمية تاتا لكرة القدم ‏.

## وصلات خارجية
- ديريك بيريرا على موقع قاعدة بيانات كرة القدم.إي يو (الإنجليزية)